# 厄斯克門路面電車
厄斯克門路面電車 是哈萨克斯坦东哈萨克斯坦州厄斯克門的有轨电车，目前厄斯克門電車有3條路線正在运营，路網總長16.5公里。

## 歷史
厄斯克門電車的第一条线路于1959年 11 月 6日按照苏联时代的城市规划开通，1960 年開通 2 號線，1962年開通 3、4 號線。到 1970 年代建成了包括高峰時段线路在内的 有6 条线路的軌道交通网络。
1990 年代苏联解体后，高峰時段线路被废除。剩余系统于哈萨克斯坦独立后由厄斯克门市电车车库公司 (Өскемен יалалы‡ трамвай паркі) 运营，然而由於电车车库公司的财务困难，積欠电力公司帳款。加上公車競爭、運營时间縮短，導致厄斯克门市电车车库公司于2018年 3 月 12 日停止運營。
然而，由于有轨电车被很多乘客使用，厄斯克门市议会竞标运营商以取代宣布破产的厄斯克门市电车车库公司，之後东哈萨克斯坦州政府成立的市營公司“Eltis”获得经营权。同年5月19日，有轨电车服务恢复，目前公司正在对老化的线路和架空线进行现代化改造，重组停靠站，购置车辆。

## 路線
目前厄斯克門電車有以下三條路線运营，所有的路線都從火車站開始， 2018年停运前存在的2号线是 3 號線的縮短版，因与3号线线路重叠，在營運恢復後被废止。
厄斯克門電車的运营时间为 5:18 至隔日 0:40，为 厄斯克門 營運至最晚的公共交通系统。3 號線的班距平日為 8 分鐘，週六 10分鐘，週日 12 分鐘；1、4號線僅早晚高峰运营每20-30分鐘一班，其客流主要是早晚通勤至工業區的民眾。但是自2020年4 月開始，因為2019冠状病毒病疫情 厄斯克門電車班距拉長，並縮短營業時間。厄斯克門電車票价为65坚戈，未来正在考虑引入IC卡  。
| 系统编号 | 起站   | 迄站           | 註釋             |
| -------- | ------ | -------------- | ---------------- |
| 1        | 火車站 | Казцинк        | 仅在高峰时段运营 |
| 3        | 火車站 | Станция Защита |                  |
| 4        | 火車站 | УМЗ            | 仅在高峰时段运营 |

## 车辆
目前厄斯克門電車用于商业运营的车辆如下。
- 蘇聯烏斯季-卡塔夫車輛製造廠（英语：Ust-Katav Wagon-Building Plant）的KTM-5（英语：KTM-5）-苏联时代制造的有轨电车。1986 年被引入，在2018 年恢复运营后，进行更换外觀塗裝、座椅，以及安装监控摄像等更新工作。截至2020 年，目前有 26 辆列车运营中。
- 捷克ČKD的塔特拉 KT4（英语：Tatra KT4） -捷克斯洛伐克（现捷克共和国）製造的列車。原为1985年为柏林有轨电车制造，经过更新改造后转入哈萨克斯坦的阿拉木图阿拉木图电车（日语：アルマトイ市電）。阿拉木图电车于2015年10月31日停运。列車由厄斯克門購得，作为厄斯克門電車现代化的一部分，于2018年夏天开始投入商业运营，目前有13辆列车运营中  。

## 外部連結
- 厄斯克門電車網站 （页面存档备份，存于）